# Monde Selection
Monde Selection (fundado en 1961 en Bruselas) es un instituto belga de selecciones de calidad de ámbito internacional. Se encarga de probar los productos de consumo de todo el mundo para otorgarles un distintivo de calidad. Así, los consumidores pueden elegir los productos que consideren de mejor calidad. Estos sellos de calidad son una herramienta de marketing para los productores y los distribuidores. Estos sellos de calidad de bronce, plata, oro o gran oro, pueden compararse con las estrellas de calidad de un hotel o las de la Guía Michelin, pero están referidas a los productos alimenticios, cosméticos y artículos de higiene.
Para la evaluación, el Instituto se basa en análisis científicos, análisis sensoriales, así como el seguimiento de las normas jurídicas.
Además de las selecciones mundiales de calidad, Monde Selection organiza igualmente cada año el Concurso Internacional de Vinos, en Bruselas. Esta competición internacional es la única que está reconocida por la O.I.V. (en francés: Organisation Internationale de la Vigne et du Vin) y el jurado utiliza las hojas de cata de la O.I.V..

## Productos elegibles[9]
Los productos evaluados son sometidos por empresas de todas las tallas, tanto de empresas de producción artesanal que de empresas de producción internacionales. Los productos pueden ser registrados en las categorías siguientes:
- Bebidas espirituosas y Licores
- Cervezas, aguas y refrescos
- Productos alimenticios
- Productos dietéticos y saludables
- Productos cosméticos y artículos de higiene
- Productos Tabaqueros

## Distintivos[10]
Tras las diferentes sesiones de evaluación y cata, se calculará una puntuación media y su producto recibirá:
- 'Sello de calidad de bronce para los productos que obtengan un resultado medio entre el 60% y el 69%
- 'Sello de calidad de plata' para los productos que obtengan un resultado medio entre el 70% y el 79%
- 'Sello de calidad de oro para los productos que obtengan un resultado medio entre el 80% y el 89%
- 'Sello de calidad gran oro para los productos que obtengan un resultado medio entre el 90% y el 100%

## Trofeos
Además de sus diplomas de calidad, Monde Selection otorga también prestigiosos trofeos de 3, 10 y 25 años.
- El "International High Quality Trophy": para los productos que han sido recompensados por un sello de calidad gran oro u oro consecutivamente por 3 años.
- El "Crystal Prestige Trophy": para las empresas que han sido recompensadas por un sello de calidad gran oro, oro, plata o bronce consecutivamente por 10 años.
- El "Special 25 years Trophy": para las empresas que han sido recompensadas por un sello de calidad gran oro, oro, plata o bronce consecutivamente por 25 años.

En 2011, 2837 productos provenientes de 77 países han sido presentados a las evaluaciones de Monde Selection.
En 2012, 3000 productos provenientes de 79 países han sido presentados a las evaluaciones de Monde Selection.
En 2013, 3234 productos provenientes de 87 países han sido presentados a las evaluaciones de Monde Selection.